# Kaschgar (Regierungsbezirk)
| Basisdaten       | Basisdaten                                       |
| ---------------- | ------------------------------------------------ |
| Großregion:      | Nordwestchina                                    |
| Autonome Region: | Xinjiang                                         |
| Status:          | Regierungsbezirk                                 |
| Untergliederung: | 1 kreisfreie Stadt, 10 Kreise, 1 Autonomer Kreis |
| Einwohner:       | 4.496.377 (2020)                                 |
| Fläche:          | 100.598 km²                                      |
|                  |                                                  |

| Uigurische Bezeichnung          | Uigurische Bezeichnung |
| ------------------------------- | ---------------------- |
| Arabisch-Persisch (Kona Yeziⱪ): | قەشقەر ۋىلايىتى        |
| Lateinisch (Yengi Yeziⱪ):       | Ⱪǝxⱪǝr Wilayiti        |
| offizielle Schreibweise (VRCh): | Kaschgar               |
| andere Schreibweisen:           | Kashgar, Kaschgar      |
| Chinesische Bezeichnung         |                        |
| Kurzzeichen:                    | 喀什地区               |
| Umschrift in Pinyin:            | Kāshí Dìqū             |
| Umschrift nach Wade-Giles:      | K’a-shih               |

Der Regierungsbezirk Kaschgar (auch Kashgar, ursprünglich Kāš, mit dem zusätzlichen ostiranischen -γar, für „-berg“; alte Bezeichnung auf chinesisch 伽师, Pinyin Jiāshī genannt, altgriechisch möglicherweise Kasia) ist ein Regierungsbezirk in der Autonomen Region Xinjiang der Volksrepublik China. Er hat eine Fläche von 112.058 km² und 4.496.377 Einwohner (Stand: Zensus 2020). Sein ökonomisches, kulturelles und politisches Zentrum ist die gleichnamige Hauptstadt, die kreisfreie Stadt Kaschgar. Historisch gesehen bezeichnet der Begriff ein etwas größeres Gebiet. Die Stadt Kaschgar war auch Hauptstadt der kurzlebigen Islamischen Republik Ostturkestan (1933–1934).

## Geschichte
Bereits in der späten Bronzezeit war die Oase von Kaschgar besiedelt. In dieser Zeit war hier die Aketala-Kultur verbreitete, die insbesondere Beziehungen zur in der Fergana verbreiteten Tschust-Kultur zeigte. In dem ersten nachchristlichen Jahrhundert war Kaschgar Zentrum eines mächtigen Reiches, das große Teile des westlichen Tarim-Beckens sowie wohl auch Gebiete westlich des Pamir-Gebirges beherrschte.

## Administrative Gliederung
Der Regierungsbezirk setzt sich aus einer kreisfreien Stadt, zehn Kreisen und einem Autonomen Kreis zusammen (Stand: Zensus 2020):
- Stadt Kaschgar (喀什市 Kāshí Shì), 1.007 km², 782.662 Einwohner;
- Kreis Shufu (疏附县 Shūfù Xiàn), Hauptort: Großgemeinde Tokkuzak (托克扎克镇), 2.708 km², 263.014 Einwohner;
- Kreis Shule (疏勒县 Shūlè Xiàn), Hauptort: Großgemeinde Shule (疏勒镇), 2.104 km², 355.544 Einwohner;
- Kreis Yengisar (英吉沙县 Yīngjíshā Xiàn), Hauptort: Großgemeinde Yengisar (英吉沙镇), 3.427 km², 276.641 Einwohner;
- Kreis Poskam (泽普县 Zépǔ Xiàn), Hauptort: Großgemeinde Zepu (泽普镇), 1.007 km², 214.543 Einwohner;
- Kreis Yarkant (莎车县 Shāchē Xiàn), Hauptort: Großgemeinde Shache (莎车镇), 8.915 km², 860.800 Einwohner;
- Kreis Kargilik (叶城县 Yèchéng Xiàn), Hauptort: Großgemeinde Kargilik (喀格勒克镇), 28.582 km², 525.436 Einwohner;
- Kreis Makit (麦盖提县 Màigàití Xiàn), Hauptort: Großgemeinde Makit (麦盖提镇), 1.897 km², 224.154 Einwohner;
- Kreis Yopurga (岳普湖县 Yuèpǔhú Xiàn), Hauptort: Großgemeinde Yopurga (岳普湖镇), 3.010 km², 162.675 Einwohner;
- Kreis Payzawat (伽师县 Jiāshī Xiàn), Hauptort: Großgemeinde Barin (巴仁镇), 6.027 km², 424.821 Einwohner;
- Kreis Maralbexi (巴楚县 Bāchǔ Xiàn), Hauptort: Großgemeinde Bachu (巴楚镇), 18.261 km², 366.141 Einwohner;
- Tadschikischer Autonomer Kreis Taschkorgan (塔什库尔干塔吉克自治县 Tǎshíkù'ěrgān), Hauptort: Großgemeinde Taschkorgan (塔什库尔干镇), 23.653 km², 39.946 Einwohner.

## Ethnische Gliederung der Bevölkerung des Regierungsbezirks Kaschgar (2000)

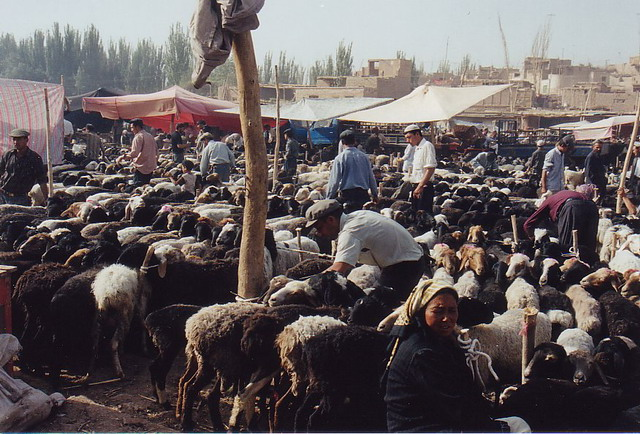
Sonntagsmarkt in Kaschgar

Laut Zensus des Jahres 2000 hatte der Regierungsbezirk 3.405.713 Einwohner (Bevölkerungsdichte: 24,34 Einwohner/km²).
| Name des Volkes | Einwohner | Anteil  |
| --------------- | --------- | ------- |
| Uiguren         | 3.042.942 | 89,35 % |
| Han-Chinesen    | 311.770   | 9,15 %  |
| Tadschiken      | 33.611    | 0,99 %  |
| Kirgisen        | 5.078     | 0,15 %  |
| Hui             | 5.046     | 0,15 %  |
| Usbeken         | 2.496     | 0,07 %  |
| Tujia           | 829       | 0,02 %  |
| Miao            | 649       | 0,02 %  |
| Mongolen        | 634       | 0,02 %  |
| Tibeter         | 530       | 0,02 %  |
| Zhuang          | 521       | 0,02 %  |
| Sonstige        | 1.607     | 0,05 %  |

## Klimatabelle
|                       | Jan | Feb | Mär | Apr | Mai | Jun | Jul | Aug | Sep | Okt | Nov | Dez |   |      |
| Mittl. Tagesmax. (°C) | 0   | 5   | 14  | 22  | 27  | 31  | 33  | 32  | 27  | 20  | 11  | 2   | ⌀ | 18,7 |
| Mittl. Tagesmin. (°C) | −11 | −7  | 2   | 9   | 13  | 17  | 20  | 19  | 14  | 7   | −2  | −9  | ⌀ | 6,1  |
|                       |     |     |     |     |     |     |     |     |     |     |     |     |   |      |
| Sonnenstunden (h/d)   | 5   | 6   | 6   | 8   | 9   | 11  | 10  | 9   | 8   | 8   | 7   | 5   | ⌀ | 7,7  |
|                       |     |     |     |     |     |     |     |     |     |     |     |     |   |      |
| Regentage (d)         | 1   | 1   | 1   | 1   | 2   | 2   | 1   | 1   | 1   | 1   | 1   | 1   | Σ | 14   |

| −11 |

| −7 |

| 2 |

| 9 |

| 13 |

| 17 |

| 20 |

| 19 |

| 14 |

| 7 |

| −2 |

| −9 |

| −11 |

| −7 |

| 2 |

| 9 |

| 13 |

| 17 |

| 20 |

| 19 |

| 14 |

| 7 |

| −2 |

| −9 |

Das Klima von Kaschgar ist sehr kontinental geprägt mit sehr heißen Sommern und kalten Wintern.